# 893 (szám)
A 893 (római számmal: DCCCXCIII) egy természetes szám, félprím, a 19 és a 47 szorzata.

## A szám a matematikában
A tízes számrendszerbeli 893-as a kettes számrendszerben 1101111101, a nyolcas számrendszerben 1575, a tizenhatos számrendszerben 37D alakban írható fel.
A 893 páratlan szám, összetett szám, azon belül félprím, kanonikus alakban a 191 · 471 szorzattal, normálalakban a 8,93 · 102 szorzattal írható fel. Négy osztója van a természetes számok halmazán, ezek növekvő sorrendben: 1, 19, 47 és 893.
A 893 négyzete 797 449, köbe 712 121 957, négyzetgyöke 29,88311, köbgyöke 9,62980, reciproka 0,0011198. A 893 egység sugarú kör kerülete 5610,88448 egység, területe 2 505 259,920 területegység; a 893 egység sugarú gömb térfogata 2 982 929 478,1 térfogategység.